# Laurent Louis

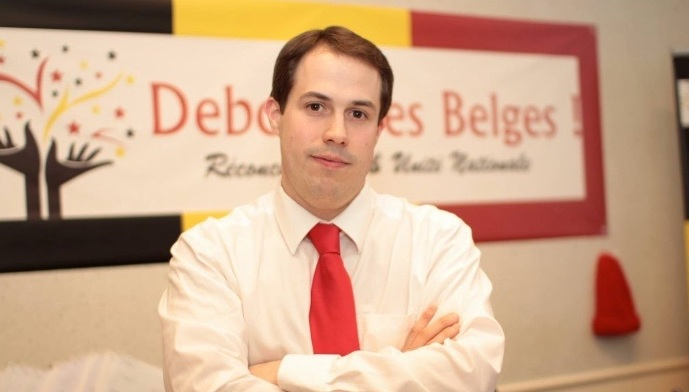
Laurent Louis

Laurent Louis (Nijvel, 29 februari 1980) is een Belgisch politicus.

## Levensloop
Louis studeerde Grieks-Latijn aan het college in Nijvel, waarna hij rechtenstudies aanvatte aan de Université catholique de Louvain, maar enkel de kandidatuur afmaakte. Vervolgens werd hij zelfstandige en bedrijfsleider.
Hij was eerst 12 jaar lid van de MR. In 2010 stapte hij over naar de PP van Mischaël Modrikamen. In hetzelfde jaar werd hij lid van de Kamer van volksvertegenwoordigers, als enige van zijn partij. In januari 2011 werd hij uit de partij gezet, omdat hij niet dezelfde politieke ideeën had als partijvoorzitter Modrikamen. Een maand later richtte Louis een nieuwe partij, MLD, op, waarvan hij zichzelf tot voorzitter aanstelde.
In 2013 werd hij door de Brusselse partij Islam binnengehaald om bij de federale verkiezingen van 2014 de partij te leiden. Een maand later werd hij uit de partij gezet omdat hij een van de twee gemeenteraadsleden had ontslagen.
Binnen en buiten het parlement specialiseerde Louis zich voornamelijk in roddels en oncontroleerbare geruchten.
In het parlement zorgde hij bij herhaling voor ophef door onaanvaardbare verklaringen waarvoor hij tot de orde werd geroepen. Zo veroorzaakte hij op 27 maart 2014 heel wat ophef in de Kamer door zijn uiteenzetting te besluiten met de geveinsde verspreking "Merci, monsieur le pédophile... heu, premier ministre", verwijzend naar premier Elio Di Rupo. Heel wat parlementsleden verlieten na deze uitspraak uit protest het halfrond. De zitting werd geschorst.
Zijn parlementaire onschendbaarheid werd opgeheven, naar aanleiding van gerechtelijke vervolgingen tegen hem. Louis is antizionist en ontkent het bestaan van de Holocaust. De journalist van Le Soir, Marc Metdepenningen, heeft een verzoek ingediend bij de rechtbank om Louis wegens psychische onevenwichtigheid te doen interneren. In april 2014 wilde hij een antisemitisch congres organiseren in Anderlecht. De bijeenkomst werd door het gemeentebestuur verboden. Dit gaf aanleiding tot rellen op straat.
In mei 2014 nam hij met zijn nieuw opgerichte partij Debout les Belges deel aan de wetgevende verkiezingen (Federaal parlement, Waals en Brussels gewest). In de provincie Henegouwen, waar hij zich de beste kansen toemat om een zetel te behalen, was hij lijsttrekker voor de Kamer. Zijn partij bleef met 3,34% echter beneden de kiesdrempel en behaalde geen zetel. De hoogste scores  behaalde hij in de kantons van de Borinage en rond Charleroi. Hij scoorde 13.000 voorkeurstemmen, goed voor een zevende stek in deze ranglijst. In de andere provincies en Brussel waren de resultaten duidelijk minder goed. Meteen na de verkiezingen verklaarde hij dat hij zijn partij ontbond en zich voortaan zou inzetten om zijn medeburgers 'wakker te schudden'.
In juni 2014 werd hij door de correctionele rechtbank veroordeeld tot 8 maanden cel en een boete van 1.200 euro met uitstel voor de uitspraak in het parlement dat Di Rupo een pedofiel zou zijn en omdat hij een lijst publiceerde waarop de naam van vermeende pedofielen stond. In 2015 werd hij wegens inbreuken op de Negationismewet veroordeeld tot een voorwaardelijke celstraf van zes maanden en 3.000 euro boete en hij mag zich zes jaar niet meer verkiesbaar stellen. Hij kreeg die straf omdat hij de gaskamers als onderdeel van de Tweede Wereldoorlog minimaliseerde en zich afvroeg waarom het bestaan daarvan niet ontkend mag worden. Hij ging in beroep. Hij kreeg er opschorting van straf met voorwaarden. Hij moet onder meer jaarlijks de concentratiekampen Auschwitz en Birkenau bezoeken.
Tussen 2016 en 2018 promootte hij het frauduleuze OneCoin waar hij 100.000 euro voor kreeg.